# Rhyacophila ecosa
Rhyacophila ecosa är en nattsländeart som beskrevs av Ross 1941. Rhyacophila ecosa ingår i släktet Rhyacophila och familjen rovnattsländor. Inga underarter finns listade i Catalogue of Life.